# Средњи мозак
Средњи мозак (лат. mesencephalon; грч. μεσεγκέφαλος, од μέσος — „средњи” и грч. ἐγκέφαλος — „мозак”) дио је централног нервног система који је повезан са чулом вида, чулом слуха, моторичким контролама, спавањем/буђењем, узбуђењем (опрезом) и регулацијом температуре. Такође има улогу у регучисању тонуса (затегнутости) мишића. Повреда средњег мозга може довести до Паркинсонове болести.

## Структура
Средњи мозак обухвата кров средњег мозга, мождану капицу и ножицу мозга, као и неколико језгара и снопова. Каудални дио средњег мозга је повезан са задњим мозгом (мост и мали мозак), док је ростални дио повезан са међумозгом (таламус, хипоталамус итд.).
Конкретно, средњи мозак чине:
- Кров средњег мозга
  - Inferior colliculus
  - Superior colliculus
- Ножица мозга
  - Капица средњег мозга
  - База можданог стабла
  - Супстанција нигра

- Анатомија мозга — средњи мозак, предњи мозак и задњи мозак.